# Coptorus
Coptorus je rod kukaca iz porodice Curculionidae ili pipa, velika porodica Curculionoidea. Poznat je samo po izvorima iz druge ruke. Jedini predstavnik je vrsta Coptorus papaveratus Dejean, 1835